# مارسيل بيكمان
مارسيل بيكمان (بالهولندية: Marcel Beekman)‏ هو مغني هولندي، ولد في 3 سبتمبر 1969 في زفوله في هولندا.

## وصلات خارجية
- مارسيل بيكمان على موقع ميوزك برينز (الإنجليزية)
- مارسيل بيكمان على موقع أول ميوزيك (الإنجليزية)
- مارسيل بيكمان على موقع ديسكوغز (الإنجليزية)